# Borgholm Slot
Borgholm Slot var et slot på Øland. Slotsruinerne ligger ved byen Borgholm.

## Historie
I slutningen af 1100-tallet byggedes et stort tårn, der blev omgivet af en ringmur. En borg blev bygget i den sidste del af 1200-tallet og syntes at have være færdig ved jul 1287, da kong Magnus Ladulås fejrede jul her med sin familie.
Ved krigen mellem Sverige og Danmark i begyndelsen af 1500-tallet blev slottet ødelagt og ikke genopbygget før i Johan 3.'s regeringstid. 
Fra 1572 var først Johan Baptista Paar og siden dennes bror Dominicus bygmestere på slottet, som blev en af Sveriges første bastionsfæstninger. Arbejdet ophørte i 1593 på hertug Karls befaling, men fra 1602 forstærkedes forsvarsværkerne. Det fortsatte til udbruddet af Kalmarkrigen. Den 8. august 1611 belejrede danskerne slottet, som næste dag blev overgivet af befalingsmanden, Johan Månsson Ulfsparre, men den 27. september 1611 blev det omringet af Gustaf Adolf, som den 7. oktober gennemtvang, at den danske befalingsmand Kristen Hansen kapitulerede. Den 2. juni 1612 kom danskerne tilbage, og efter ni dages beskydning overgav Peder Michelsson Hammarsköld slottet til Gert Rantzau.
Efter Freden i Knærød i 1613 var slottet plyndret og medtaget. Reparationerne blev opgivet efter en 10 års-periode, idet dog et mindre jordværn blev bygget i 1643. Da Øland i 1651 blev forlenet til Karl Gustaf, fortsatte slotsbyggeriet under ledelse af Nicodemus Tessin den ældre; men arbejdet ophørte, da Karl 10. blev konge.
Da krigen med Danmark igen brød ud, var Borgholm Slot dog så befæstet, at kaptajn Henrik Julius Heideman kunne forsvare det mod et dansk angreb 17. august. Dagen efter fik slottet undsætning af admiral Wachtmeister, som fordrev danskerne.
I 1681 blev byggearbejdet genoptaget, men snart igen opgivet. Slottet blev derfor aldrig færdiggjort efter Tessins plan, og den 14. oktober 1806 ødelagdes det af en brand.

## Ejere
Årstallet angiver, hvilket år ejeren har skrevet brev fra Borgholm:
- Magnus Ladulås 1285
- 1307 tilfalder Borgholm og hele Øland kong Birger Magnusson af Sverige
- Hertug Valdemar Magnusson af Sverige flyttede hertil i 1316 med sin norskfødte hustru prinsesse Ingeborg Håkansdotter af Norge
- Hertuginde Ingeborg skriver brev 1345 og 1346
- Albrecht af Mecklenburg 1367
- Erik af Pommern 1412 og 1414
- Karl Knutsson Bonde 1448
- Sten Sture den ældre 1474, 1478, 1490, 1491
- Sten Sture den yngre 1513
- Hertug Erik 1558

## Galleri
- Borggården 2015
- Borgholm Slot 2014
- Borgholm Slot 2001
- Genstande fra museet på Borgholm Slot
- Borgholm slotsruin set fra Borga Hage.